# Михайловка (Броварский район)
Михайловка (укр. Михайлівка) — село, входит в Великодымерскую поселковую общину Броварского района Киевской области Украины.
Население по переписи 2001 года составляло 131 человек. Почтовый индекс — 07434. Телефонный код — 4594. Занимает площадь 1,17 км². Код КОАТУУ — 3221282011.

## Местный совет
07440, Киевская обл., Броварский р-н, с. Жердова, ул. Ленина, 35, тел. 5-11-26; 2-02-22